# Microrégion de Limeira
La microrégion de Limeira est l'une des trois microrégions qui subdivisent la mésorégion de Piracicaba de l'État de São Paulo au Brésil.
Elle comporte 8 municipalités qui regroupaient 574 322 habitants en 2006 pour une superficie totale de 2 312 km².

## Municipalités[1]
- Araras
- Conchal
- Cordeirópolis
- Iracemápolis
- Leme
- Limeira
- Santa Cruz da Conceição
- Santa Gertrudes